# باباکار سک
باباکار سک ساخو (انگلیسی: Babacar Seck Sakho)کاراته کا اسپانیایی است. در مسابقات کاراته قهرمانی جهان ۲۰۱۸، که در مادرید، اسپانیا برگزار شد، وی یکی از مدال‌های برنز را در کومیته ۸۴+ کیلوگرم مردان بدست آورد. او اصالتاً سنگالی است.
وی در مسابقات کاراته قهرمانی اروپا ۲۰۱۸ که در نووی ساد صربستان برگزار شد، در کومیته ۸۴+ کیلوگرم مردان در جایگاه پنجم به کار خود پایان داد.

## دستاوردها
| سال  | رقابت                 | محل                  | رتبه بندی | رویداد             |
| ---- | --------------------- | -------------------- | --------- | ------------------ |
| ۲۰۱۸ | مسابقات قهرمانی اروپا | نووی ساد، صربستان    | دوم       | کومیته تیمی        |
| ۲۰۱۸ | قهرمانی جهان          | مادرید، اسپانیا      | سوم       | کومیته +۸۴ کیلوگرم |
| ۲۰۱۹ | مسابقات قهرمانی اروپا | گوادالاخارا، اسپانیا | سوم       | کومیته تیمی        |